# Христовий Микола Федорович
Мико́ла Фе́дорович Христови́й (*1894, Лютенька, Гадяцький повіт Полтавська губернія — †27 квітня 1938, Вологда) — революціонер-есер, функціонер з боротьбистів, журналіст-українізатор, літератор, культурний діяч, мистецтвознавець, музейник, науковий співробітник ВУАН, редактор перших україномовних газет «Боротьба», «Вісті ВУЦВК», «Кіно» та ін., жертва сталінських репресій.

## Життєпис

### Родина

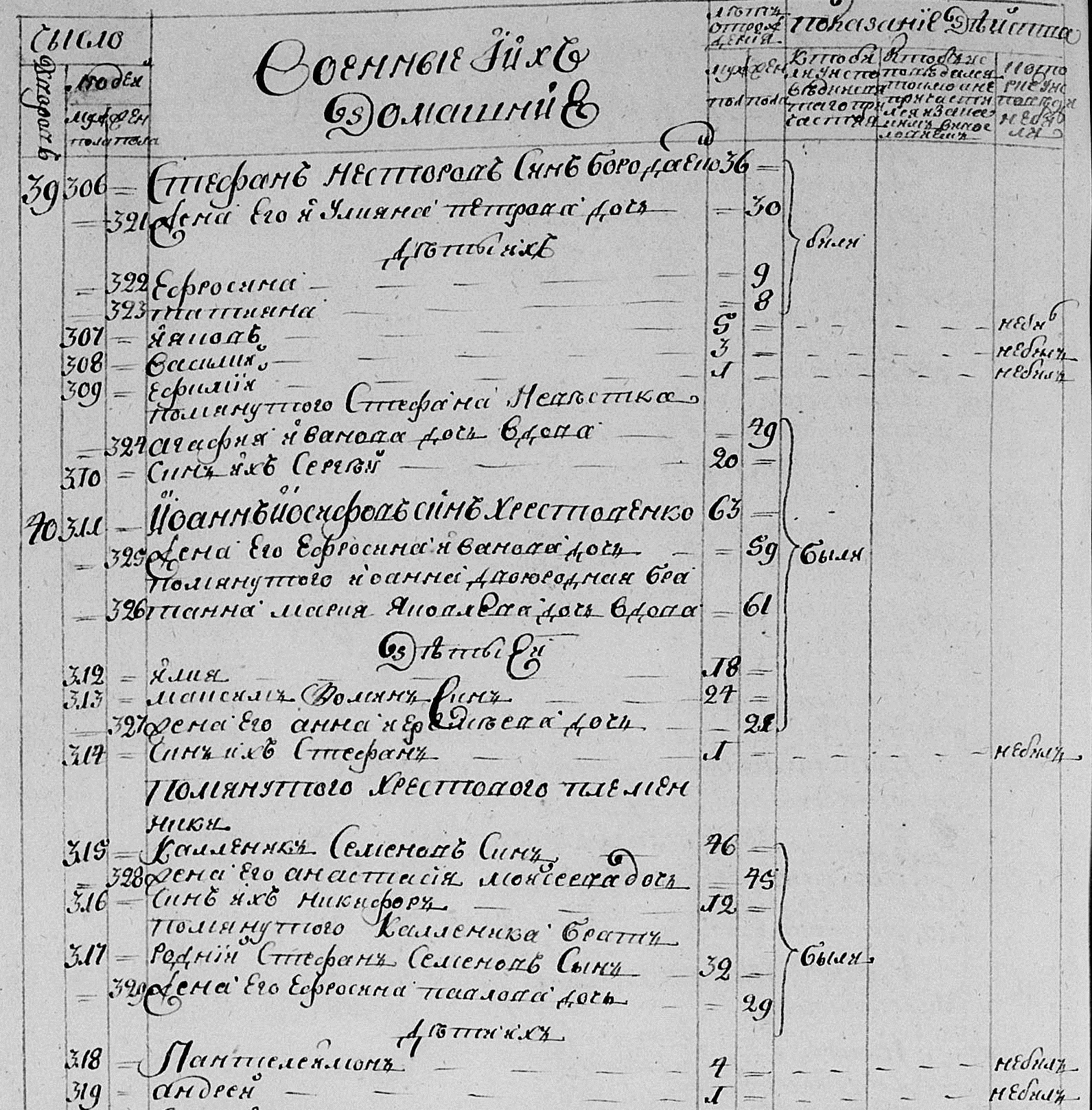
У фрагменті сповідного розпису за 1784 рік зазначений старий козак Іван Йосипович Хрестовенко-Христовий

Народився Микола у 1894 році у селі Лютенька, Гадяцького повіту Полтавської губернії, у заможній родині Федіра Никифоровича Христового та Дарії Тимофіївни Буряк, які були нащадками козаків. Пращури Христового є у сповідному розписі Миколаївської церкви за 1784 рік. Окрім Миколи в родині було ще троє дітей: брат Олексій, сестри Ольга та Оксана. Батько Миколи був мельником і мав 70 десятин землі, та був дійсним членом Православної спілки Полтавського відділення, які приписані до Миколаївської церкви (1898 рік) та головою піклування по будуванню церковно приходської школи.

У «Полтавських єпархіальних вістях» № 2 від 10 січня 1901 року зазначено: 
Раннею весною приходское попечительство и приступило къ дѣлу постройки. 8-го мая совершена была съ молитвой закладка новаго зданія въ присутствіи всѣхъ прихожанъ и учениковъ церковныхъ школъ въ приходѣ. Благодаря ревностнымъ трудамъ и заботамъ предсѣдателя попечительства Ѳеодора Никифоровича Христоваго, постройка все время шла успѣшно, и безпрепятственно, и въ настоящее время зданіе является совершенно законченнымъ, исключая внутренней поправки, которая отложена до будущей весны. Прихожане но справедливости м тутъ теперь гордиться своею школою. Послѣ Лютеньской Успенской церковноприходской школы, это самое большое и самое лучшее школьное зданіе во всемъ Гадячскомъ уѣдѣ. 

### Освіта
Закінчив місцеву церково приходську школу. З 1913 по 1917 рік Христовий навчається в Московському міському народному університеті ім. А. Л. Шанявського на юридичному та історико-філологичному факультетах. Під час навчання знайомиться з Олександром Шумським та потрапляє у романтичну атмосферу революційно налаштованої молоді московського гуртка українських есерів (Української партії соціалістів-революціонерів УПСР).

### Ревоюційна та політична діяльність
З 1916 року — член УПСР. З 1918, після розколу УПСР, М. Христовий увійшов до лівого крила, так званих, «лівобережників» боротьбістів (разом з Левко Ковалів, Гнат Михайличенко, Олександр Шумський, Василь Блакитний, Михайло Полоз, Андрій Заливчий, Панас Любченко, Антон Приходько та ін.), яке очолило ЦК і стояло на позиціях «радянської форми» влади та за співпрацю з більшовиками.
У 1918—1919 рр. проводив підпільну революційну роботу у Києві, на Полтавщині, у Галичині.
З весни 1919 до 1920 входив до Української комуністичної партії (боротьбистів).
Боротьбісти відстоювали гасла, які відрізнялись від більшовицьких:
1. Державна мова — українська;
2. Радянська Україна — незалежна держава;
3. Не допустити відмови від соціалізації землі.

Микола Христовий на допросі НКВС говорив про політичні погляди боротьбістів (з матеріалів карної справи № 737, стор. 50, мова оригіналу):
«Интересы украинского национально-сознательного пролетариата, как и интересы всей нации, заключаются в том, чтобы создать свою самостоятельную национальную промышленость и тем самым наиболее благоприятные условия для развития материальных и духовных сил рабочего класса и всей нации».
Але після політичних маніпуляцій Леніна, які призвели до розпуску боротьбістської партії укапістів, Христовий разом з іншими членами увійшов до складу КП(б)У у березні 1920 році.

### Журналістська та культурна діяльність

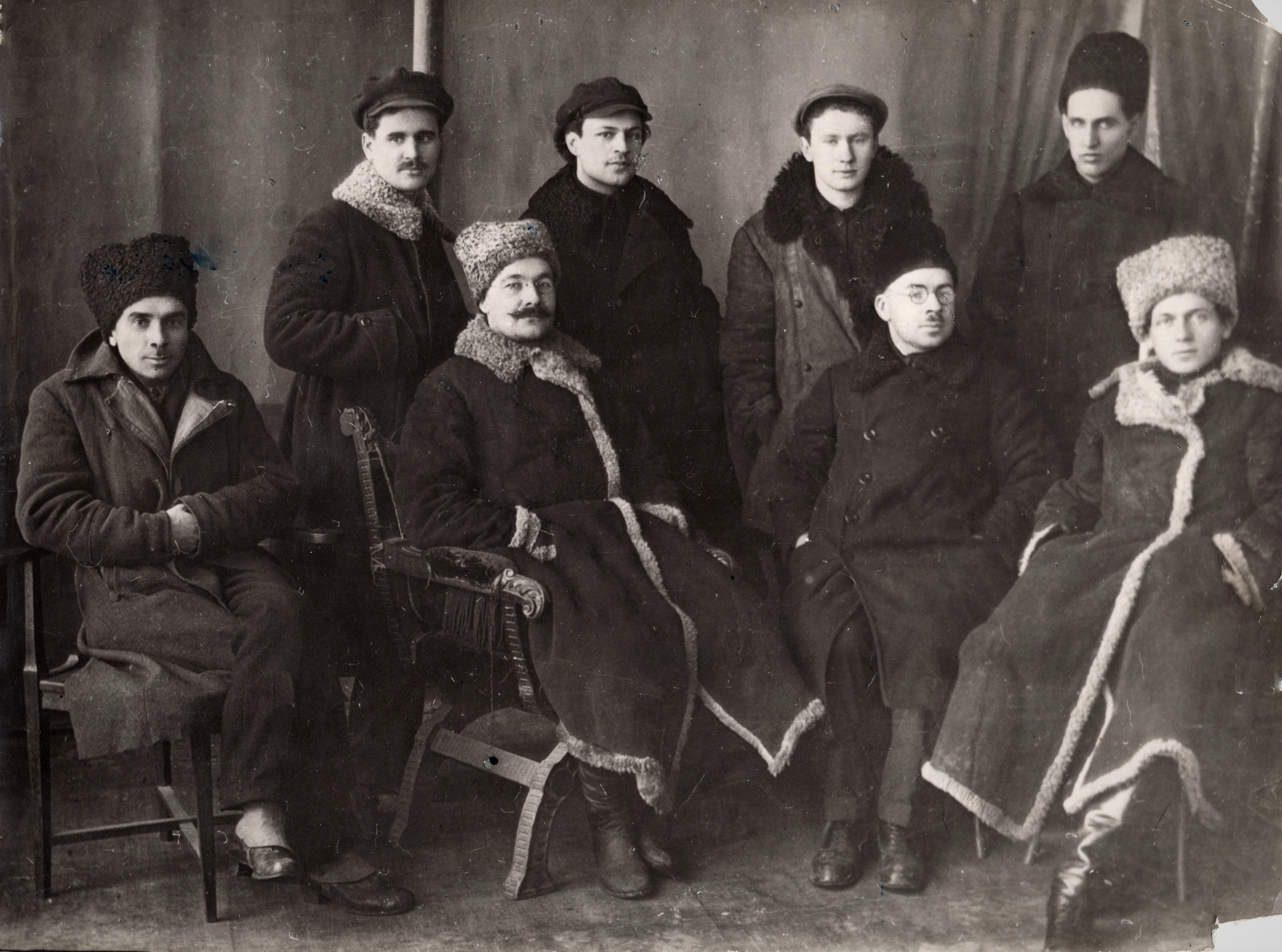
Делегати Першої Всесоюзної конференції Асоціації пролетарських письменників СРСР, представники України та Білорусі. Зліва-направо, сидять: Микола Хвильовий, Сергій Пилипенко, Цішка Гартний, Адам Бабарека. Стоять: Григорій Епік, Міхась Чарот, Анатоль Вольний, Микола Христовий. Москва, 6 січня 1925 р.

У 1919—1920 рр. займався журналістською справою, працював редактором газет «Боротьба» (орган партії боротьбистів), «Червона правда» (орган Київського губкому КП(б)У), «Вісті» (орган Київського губвиконкому).

Г. Єфіменко у своїй роботі «Перетворити українську мову в знаряддя комуністичної освіти. Як колишні боротьбисти курс на українізацію втілювали» описав як було здійснено низку важливих кроків для впровадження українізації в життя, зокрема створення у Харкові, першій столиці УРСР, у травні 1920 р. україномовної газети «Вісті ВУЦВК» і згадав М. Христового: 
"Одним із перших було переведення на українську мову «Известий ВУЦВК» — центрального радянського друкованого видання… Причому це була справді нова газета, редакція якої вела свою історію саме від 28 травня 1920-го. Адже днем раніше, 27 травня, помешкання редакції на Карла Лібкнехта, 13 (раніше там розміщувалася редакція газети «Южный край») залишив не лише редактор «Известий» Адольф Верхотурський, а і вся його «команда».
Як згодом згадував член редколегії «Вістей ВУЦВК» зразка 1920 року Микола Христовий, «ми не застали там ні технічного персоналу, ні запасів матеріялу, нічого — ніякої спадщини. Ми мали не продовжувати видання вже існувавшого органу, лиш іншою мовою, але утворити цілком нову газету, і то одразу, без перерви і підготовки. Бувший редактор російських „Известий“, т. Верхотурський та його співробітники, пам'ятаю, з жалем уступали нам спорожніле помешкання. […]
- Коли ж почнуть виходити ваші „Вісти“? — питали вони.
- Завтра — твердо відповідав т. Блакитний.
Це здавалось неймовірним. Але газету справді було створено за один день. Вона вийшла на другий день з новим матеріялом, в українській мові й у тім самім розмірі, що й „Известия“.
„Вісти ВУЦВК“ стали першою центральною владною газетою УСРР, що друкувалася лише українською. Але головна роль „Вістей“ полягала навіть не в цьому. З перших днів її існування чимало окремих матеріалів — як то було і в газетах боротьбистів та незалежників у 1919-му році — було спрямовано на пропаганду і розвиток української мови та культури. У газеті була навіть створена регулярна рубрика — „Культура і мистецтво“, якою, звичайно, справа не обмежувалася».
У 1921—1922 рр. Микола Христовий перебував на дипломатичній роботі у Варшаві, як член делегації російсько-української (мішаної) комісії з питань репатріації й обміну полоненими після поразки червоної армії у польсько-радянській війні 1920 р.
Після роботи у комісії, Христовий повернувся до Харкова, і у 1922—1924 рр. працював у Радіо-телеграфному агентстві України (РАТАУ), редактором журналу «Коммунист України» та у видавництві «Путь просвещения».

### Діяльність у Наркомосі
З 1924 по 1929 рр. очолював відділ Мистецтва при Наркомосі УСРР. Був членом Харківського осередку спілки пролетарських письменників «Гарт». Метою організації, як зазначалося в статуті, було об'єднання українських пролетарських письменників та прагнення до створення єдиної інтернаціональної комуністичної культури. Мова творів «гартян» мала бути українською. Христовий сприяв курсу «українізації», яка була складовою «коренізації», проголошеної XII з'їздом РКП(б) 1923 р. офіційним політичним курсом після утворення унітарного СРСР і фактичної ліквідації міжнародної правосуб'єктності національних республік.
З 1926 по 1928 рік працював редактором у щомісячному журналі «Кіно», органу Всеукраїнського фотокіноуправління (ВУФКУ — державна установа, яка об'єднала всю галузь, включаючи кіностудії, кінопрокат, кінопромисловість, кіноосвіту та кінопресу).
З грудня 1929 до свого арешту у травні 1933 року Христовий працював у Києві на посаді директора Київської державної академічної української опери (нині Київського театру опери та балету), де вистави йшли українською мовою. А також, на посаді директора Київського музею західного мистецтва (зараз Музей мистецтв імені Богдана та Варвари Ханенків.) ВУАН (Всеукраїнської академії наук), вчений секретар секції Літератури та мови УАН.

Іван Майстренко в оповіді «Історія мого покоління. Спогади учасника революційних подій в Україні» згадує Миколу Христового та його родину:
«Справжнім політичним редактором газети Полтавський боротьбіст став невдовзі прибулий звідкись Микола Хрестовий, як видно із старих боротьбістських кадрів. Віку він був приблизно такого, як і деякі боротьбістські вожді — народився у першій половині 1890-их років. Він був близький до боротьбістської верхівки, але членом ЦК не був, мабуть тому, що в нього був відкритий процес туберкульози. Відразу після Полтави Хрестовий переїхав до Харкова. В роки українізації працював у наркомосвіті керівником управління мистецтвом і провадив активну українізацію оперових театрів та всіх мистецьких установ. Він висував українські драматичні театри на першій плян, а російські відсунув на другий. Взагалі відіграв дуже велику ролю в українізації.
Цікавою була родина Хрестового. Батько був дуже заможній селянин з Гадяцького повіту на Полтавщині. Один з братів Миколи був керівником повстанського протибільшовицького загону. Так і писали тоді — „банда Хрестового“. Молодша сестра Миколи, кремезна хутірська дівка, але з гімназіяльною освітою, працювала, вже будучи членом КП(б)У разом з боротьбістами. Мені сьогодні здається неймовірним, щоб один Хрестовий працював на видатній радянській роботі, а другий керував протирадянською „бандою“. Але тоді саме так і було. Я гадаю, що це питання розглядалося у ЦК КП(б)У, і там Миколу Хрестового ті цого сестру Настю було толеровано, а її навіть послано на дипломатичну роботу в посолстві УРСР у Варшаві, коло посла Шумського. Сьгодні таку ситуацію в радянському партапараті навіть уявити не можна.»

### Сім'я

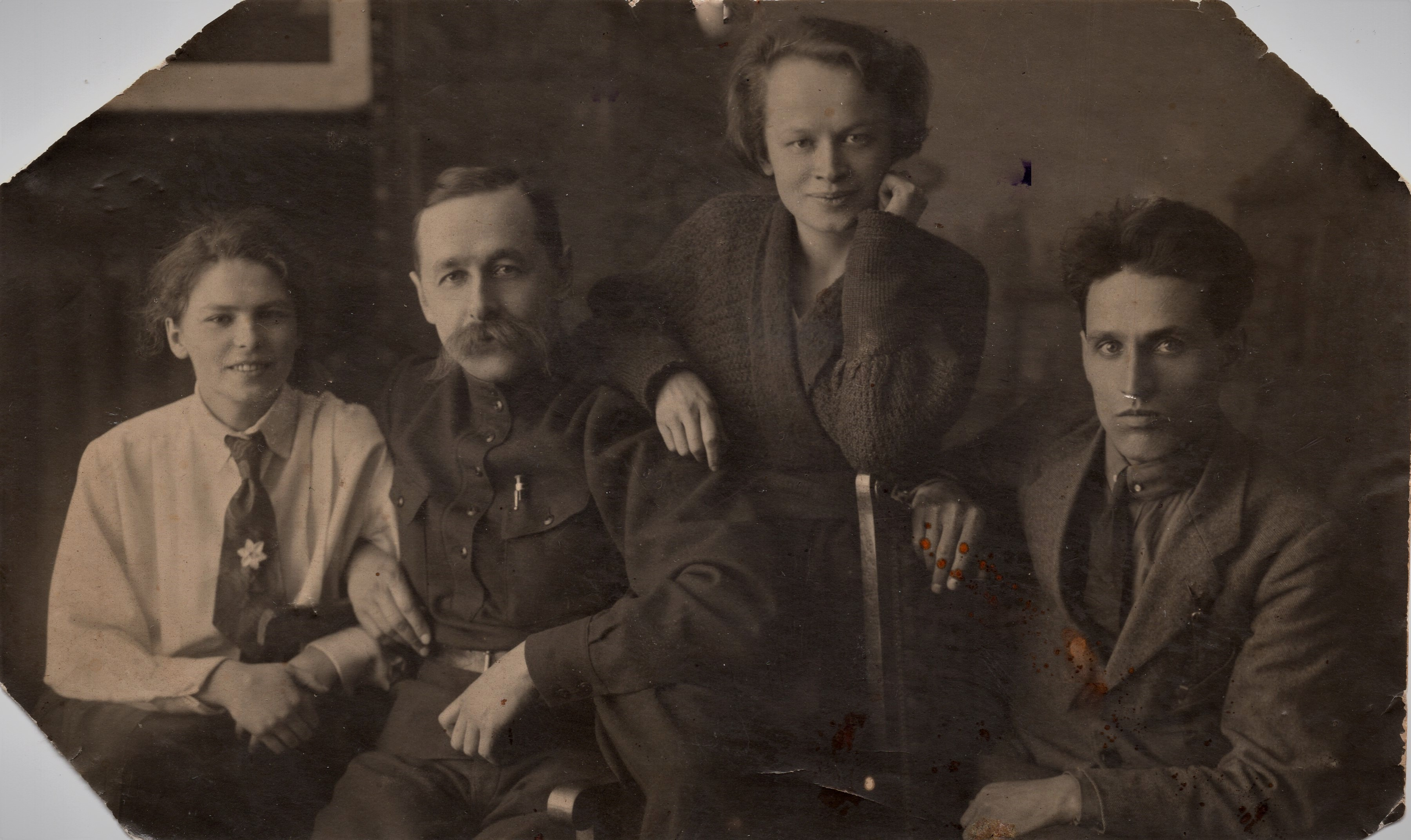
Нарком фінансів УРСР у 1924-26 рр., товариш по УПСР та партії Боротьбістів Михайло Полоз з дружиною Тетяною Мягковою та Микола Христовий з дружиною Катериною Філатовою. Середина 1920-х рр., Харків

З 1922 року живе з дружиною Катериною Павлівною Філатовою (1900—1969 рр.) та донькою Радою (1924—2013).

### Репресія та страта
Наприкінці 1920-х років починається переслідування української інтелігенції. А вже на початку 1930-х рр. діяльність Миколи Христового стала об'єктом нищівної критики. На сторінках журналу «Радянське мистецтво» у 1932 р. проти нього виступив голова політпросвіти К. Кравченко, який проаналізував тези М. Христового «Театр за доби соціалістичної реконструкції», зачитані ним у Театральній комісії Київської філії ВУАМЛІН. К. Кравченко звинуватив М. Христового у розгляді театрального процесу з меншовицьких позицій, запереченні партійності мистецтва, відсутності класових сил у цьому процесі, відході від побудови театрального репертуару з позицій тогочасних вимог відображення у виставах театру революційної дійсності. Це було передумовою арешту М. Христового, який здійснили 13 травня 1933 року за звинуваченням у приналежності до Української військової організації (УВО) — підпільної організації, яка нібито складалася з колишніх членів КПЗУ («шумськістів») і готувала антирадянське збройне повстання.
Не останню роль у звинуваченні стало спорідненість (двоюрідний брат) з Леонтієм Христовим, отаманом антибільшовицького повстанського загону який діяв у районі Гадяча, Зінькова, Миргорода у 1920—1921 рр.
23 вересня 1933 трійка НКВС оголосила вирок: три роки заслання до Волоґди, де він працював за економіста на металообробному заводі. Коли скінчився строк, завод його затримав.
Під час арешту та заслання родині Миколи Христового матеріально допомагав Михайло Донець — народний артист УРСР, один із провідних солістів Київського театру опери та балету., згодом вбитий в катівні НКВС.
Андрій Хвиля у своїй розгромній статті 1935 р. писав: 
«Майже з перших років революції, — писав він, — до 1931 року в апараті НКО саме музейною ділянкою керували такі махрові контрреволюціонери-націоналісти, як Яворський, Коник, Озерський, Червяк, Дубровський, Криворотченко і т. ін. Зрозуміло, яку „лінію“ вони проводили в керівництві музеями […]. Ці контрреволюціонери, використовуючи музейну ділянку для своєї шкідницької роботи, […] порозставляли своїх людей майже у всіх музеях, особливо у найголовніших. У Всеукраїнському Музейному Городку заправляв націоналіст Курінний. У Київському Історичному музеї сиділи націоналісти Ернст, Щербаківський. У Київському музеї західного мистецтва працювали контрреволюціонери Врона, Христовий. У Харківському музеї українського мистецтва був контрреволюціонер Таранущенко»
16 грудня 1937 він від'їздив до дружини з дочкою, але на вокзалі його знов заарештували і 27 квітня 1938 винесли вирок — вища міра покарання. Місце захоронення невідоме.
Дочка «ворога народу» Миколи Христового Рада все життя жила під прізвищем своєї матері (яка не уникла сталінських таборів на рубежі 1940—1950 рр.) — Філатова, не знала української мови і була відірвана від свого коріння радянською системою.
Микола Христовий був реабілітований 14 червня 1957 року, після звернення дружини для перегляду справи чоловіка.